# Khúc côn cầu trên cỏ tại Thế vận hội Mùa hè 2024 – Vòng loại Nữ
Vòng loại nữ cho nội dung khúc côn cầu trên cỏ tại Thế vận hội diễn ra từ tháng 8 năm 2023 đến tháng 1 năm 2024, từ giải đấu này sẽ xác định 12 đội tuyển cho giải đấu chính thức. Tất cả năm liên đoàn khu vực nằm dưới sự quản lý của FIH (Liên đoàn Khúc côn cầu Quốc tế) dự kiến sẽ có đại diện châu lục tham gia nội dung thi đấu khúc côn cầu trên cỏ tại Thế vận hội.
Nước chủ nhà Pháp đã nhận được một suất tham dự trực tiếp ở giải đấu nam sau khi đạt được vị trí thứ 25 hoặc cao hơn trong bảng xếp hạng khúc côn cầu FIH. Nửa số suất tham dự còn lại sẽ dành cho ba đội dẫn đầu ở mỗi giải tại hai giải đấu Vòng loại Thế vận hội Khúc côn cầu FIH riêng biệt.

## Tổng quan
Mười hai đội tuyển sẽ tham gia giải đấu khúc côn cầu trên cỏ dành cho nữ, trong đó mỗi Ủy ban Olympic Quốc gia sẽ đưa ra một danh sách bao gồm 16 vận động viên và hai vận động viên dự bị.

### Quốc gia chủ nhà
Với tư cách là nước chủ nhà, Pháp đã nhận được một suất trực tiếp tham dự giải đấu nữ sau khi họ đạt được vị trí thứ 25 hoặc cao hơn trong bảng xếp hạng khúc côn cầu trên cỏ FIH. Nếu các vận động viên khúc côn cầu người Pháp vô địch tại Giải vô địch EuroHockey 2023, số suất tham dự hai giải đấu sẽ tăng lên bảy, với suất còn lại dành cho đội có thứ hạng cao nhất trong số hai đội tuyển thua trong trận tranh huy chương đồng.

### Các giải đấu vòng loại
Đội tuyển giành chiến thắng từ mỗi khu vực trong số năm liên đoàn châu lục (Châu Phi, Châu Mỹ, Châu Á, Châu Âu và Châu Đại Dương) trong các giải đấu tương ứng được liệt kê dưới đây đã đảm bảo một suất tham dự cho Ủy ban Olympic Quốc gia tương ứng của họ
- Châu Phi – Đại hội Thể thao châu Phi 2023 sau đó được thay thế bằng Vòng loại Thế vận hội khu vực châu Phi 2023
- Châu Mỹ – Đại hội Thể thao Liên châu Mỹ 2023
- Châu Á – Đại hội Thể thao châu Á 2022
- Châu Âu – Giải vô địch EuroHockey 2023
- Châu Đại Dương – Cúp châu Đại Dương 2023

### Vòng loại thông quá giải đấu wild card
Nửa còn lại của số lượng suất tham  được phân bổ cho 8 đội thông qua hai Giải đấu Vòng loại Thế vận hội FIH (Olympic Qualifying Tournaments) riêng biệt, diễn ra từ ngày 13 đến ngày 20 tháng 1 năm 2024. Ba Ủy ban Olympic Quốc gia đủ điều kiện là phải đứng đầu khi kết thúc mỗi giải đấu đã đảm bảo suất để hoàn thành đủ số lượng đội gồm 12 đội cho Thế vận hội Paris 2024.

### Các đội vượt qua vòng loại
| Giải đấu vòng loại                          | Ngày diễn ra                      | Chủ nhà/Quốc gia | Số suất tham dự | Các đội tuyển vượt qua vòng loại |
| ------------------------------------------- | --------------------------------- | ---------------- | --------------- | -------------------------------- |
| Quốc gia chủ nhà                            | 13 tháng 9 năm 2017               | N/A              | 1               | Pháp                             |
| Cúp châu Đại Dương 2023                     | 10–13 tháng 8 năm 2023            | Whangārei        | 1               | Úc                               |
| Giải vô địch EuroHockey 2023                | 18–26 tháng 8 năm 2023            | Mönchengladbach  | 1               | Hà Lan                           |
| Đại hội Thể thao châu Á 2022                | 25 tháng 9 − 7 tháng 10 năm 2023  | Hàng Châu        | 1               | Trung Quốc                       |
| Đại hội Thể thao Liên châu Mỹ 2023          | 26 tháng 10 – 4 tháng 11 năm 2023 | Santiago         | 1               | Argentina                        |
| Vòng loại Thế vận hội khu vực châu Phi 2023 | 29 tháng 10 – 5 tháng 11 năm 2023 | Pretoria         | 1               | Nam Phi                          |
| Giải đấu vòng loại Thế vận hội Mùa hè 2024  | 13–20 tháng 1 năm 2024            | Ranchi           | 3               | Đức · Hoa Kỳ · Nhật Bản          |
| Giải đấu vòng loại Thế vận hội Mùa hè 2024  | 13–20 tháng 1 năm 2024            | Valencia         | 3               | Bỉ · Tây Ban Nha · Anh Quốc      |
| Tổng cộng                                   | Tổng cộng                         | Tổng cộng        | 12              |                                  |

## Cúp châu Đại Dương 2023
Cúp châu Đại Dương Nữ 2023

## Giải vô địch EuroHockey 2023

### Các đội vượt qua vòng loại
Giải vô địch EuroHockey Nữ 2023

### Vòng sơ loại

#### Bảng A
Giải vô địch EuroHockey Nữ 2023

#### Bảng B
Giải vô địch EuroHockey Nữ 2023

### Vòng chung kết
Giải vô địch EuroHockey Nữ 2023

### Thứ hạng cuối cùng
Giải vô địch EuroHockey Nữ 2023

## Đại hội Thể thao châu Á 2022

### Vòng sơ loại

#### Bảng A
| VT | Đội       | ST | T | H | B | BT | BB | HS  | Đ  | Giành quyền tham dự |
| -- | --------- | -- | - | - | - | -- | -- | --- | -- | ------------------- |
| 1  | Ấn Độ     | 4  | 3 | 1 | 0 | 33 | 1  | +32 | 10 | Bán kết             |
| 2  | Hàn Quốc  | 4  | 3 | 1 | 0 | 17 | 1  | +16 | 10 | Bán kết             |
| 3  | Malaysia  | 4  | 2 | 0 | 2 | 16 | 12 | +4  | 6  | Trận tranh hạng 5   |
| 4  | Singapore | 4  | 1 | 0 | 3 | 2  | 25 | −23 | 3  | Trận tranh hạng 7   |
| 5  | Hồng Kông | 4  | 0 | 0 | 4 | 0  | 29 | −29 | 0  | Trận tranh hạng 9   |

#### Bảng B
| VT | Đội            | ST | T | H | B | BT | BB | HS  | Đ  | Giành quyền tham dự |
| -- | -------------- | -- | - | - | - | -- | -- | --- | -- | ------------------- |
| 1  | Nhật Bản       | 4  | 4 | 0 | 0 | 31 | 0  | +31 | 12 | Bán kết             |
| 2  | Trung Quốc (H) | 4  | 3 | 0 | 1 | 43 | 2  | +41 | 9  | Bán kết             |
| 3  | Thái Lan       | 4  | 2 | 0 | 2 | 7  | 26 | −19 | 6  | Trận tranh hạng 5   |
| 4  | Kazakhstan     | 4  | 1 | 0 | 3 | 2  | 24 | −22 | 3  | Trận tranh hạng 7   |
| 5  | Indonesia      | 4  | 0 | 0 | 4 | 1  | 32 | −31 | 0  | Trận tranh hạng 9   |

### Vòng tranh huy chương
|  | Bán kết    | Bán kết  |               |       | Chung kết | Chung kết |
|  |            |          |               |       |           |           |
|  | 5 tháng 10 |          |               |       |           |           |
|  |            |          |               |       |           |           |
|  | Ấn Độ      | 0        |               |       |           |           |
|  | Ấn Độ      | 0        | 7 tháng 10    |       |           |           |
|  | Trung Quốc | 4        |               |       |           |           |
|  | Trung Quốc | 4        | Trung Quốc    | 2     |           |           |
|  | 5 tháng 10 |          | Trung Quốc    | 2     |           |           |
|  |            | Hàn Quốc | 0             |       |           |           |
|  | Nhật Bản   | Hàn Quốc | 0             | 2 (2) |           |           |
|  | Nhật Bản   |          |               | 2 (2) |           |           |
|  | Hàn Quốc   | 2 (3)    |               |       |           |           |
|  | Hàn Quốc   | 2 (3)    | Tranh hạng ba |       |           |           |
|  |            |          |               |       |           |           |
|  | 7 tháng 10 |          |               |       |           |           |
|  |            |          |               |       |           |           |
|  | Ấn Độ      | 2        |               |       |           |           |
|  | Ấn Độ      | 2        |               |       |           |           |
|  | Nhật Bản   | 1        |               |       |           |           |

### Bảng xếp hạng cuối cùng
| VT | Đội            | Giành quyền tham dự                         |
| -- | -------------- | ------------------------------------------- |
| 1  | Trung Quốc (H) | Thế vận hội Mùa hè 2024                     |
| 2  | Hàn Quốc       | Vòng loại Thế vận hội Khúc côn cầu FIH 2024 |
| 3  | Ấn Độ          | Vòng loại Thế vận hội Khúc côn cầu FIH 2024 |
| 4  | Nhật Bản       | Vòng loại Thế vận hội Khúc côn cầu FIH 2024 |
| 5  | Malaysia       | Vòng loại Thế vận hội Khúc côn cầu FIH 2024 |
| 6  | Thái Lan       |                                             |
| 7  | Singapore      |                                             |
| 8  | Kazakhstan     |                                             |
| 9  | Hồng Kông      |                                             |
| 10 | Indonesia      |                                             |

## Đại hội Thể thao Liên châu Mỹ 2023

### Vòng sơ loại

#### Bảng A
| VT | Đội                | ST | T | H | B | BT | BB | HS  | Đ | Giành quyền tham dự    |
| -- | ------------------ | -- | - | - | - | -- | -- | --- | - | ---------------------- |
| 1  | Argentina          | 3  | 3 | 0 | 0 | 34 | 1  | +33 | 9 | Bán kết                |
| 2  | Hoa Kỳ             | 3  | 2 | 0 | 1 | 19 | 5  | +14 | 6 | Bán kết                |
| 3  | Uruguay            | 3  | 1 | 0 | 2 | 11 | 11 | 0   | 3 | Phân loại thứ hạng 5–8 |
| 4  | Trinidad và Tobago | 3  | 0 | 0 | 3 | 0  | 47 | −47 | 0 | Phân loại thứ hạng 5–8 |

#### Bảng B
| VT | Đội       | ST | T | H | B | BT | BB | HS  | Đ | Giành quyền tham dự    |
| -- | --------- | -- | - | - | - | -- | -- | --- | - | ---------------------- |
| 1  | Chile (H) | 3  | 3 | 0 | 0 | 14 | 0  | +14 | 9 | Bán kết                |
| 2  | Canada    | 3  | 2 | 0 | 1 | 12 | 3  | +9  | 6 | Bán kết                |
| 3  | Cuba      | 3  | 0 | 1 | 2 | 2  | 10 | −8  | 1 | Phân loại thứ hạng 5–8 |
| 4  | México    | 3  | 0 | 1 | 2 | 1  | 16 | −15 | 1 | Phân loại thứ hạng 5–8 |

### Vòng tranh huy chương
|  | Bán kết    | Bán kết |                       |       | Tranh huy chương vàng | Tranh huy chương vàng |
|  |            |         |                       |       |                       |                       |
|  | 2 tháng 11 |         |                       |       |                       |                       |
|  |            |         |                       |       |                       |                       |
|  | Argentina  | 3       |                       |       |                       |                       |
|  | Argentina  | 3       | 4 tháng 11            |       |                       |                       |
|  | Canada     | 0       |                       |       |                       |                       |
|  | Canada     | 0       | Argentina             | 2     |                       |                       |
|  | 2 tháng 11 |         | Argentina             | 2     |                       |                       |
|  |            | Hoa Kỳ  | 1                     |       |                       |                       |
|  | Chile      | Hoa Kỳ  | 1                     | 1 (1) |                       |                       |
|  | Chile      |         |                       | 1 (1) |                       |                       |
|  | Hoa Kỳ     | 1 (3)   |                       |       |                       |                       |
|  | Hoa Kỳ     | 1 (3)   | Tranh huy chương đồng |       |                       |                       |
|  |            |         |                       |       |                       |                       |
|  | 4 tháng 11 |         |                       |       |                       |                       |
|  |            |         |                       |       |                       |                       |
|  | Canada     | 0       |                       |       |                       |                       |
|  | Canada     | 0       |                       |       |                       |                       |
|  | Chile      | 2       |                       |       |                       |                       |

### Bảng xếp hạng cuối cùng
| VT | Đội                | Giành quyền tham dự                        |
| -- | ------------------ | ------------------------------------------ |
| 1  | Argentina          | Thế vận hội Mùa hè 2024                    |
| 2  | Hoa Kỳ             | Giải đấu vòng loại Thế vận hội Mùa hè 2024 |
| 3  | Chile (H)          | Giải đấu vòng loại Thế vận hội Mùa hè 2024 |
| 4  | Canada             | Giải đấu vòng loại Thế vận hội Mùa hè 2024 |
| 5  | Uruguay            |                                            |
| 6  | Cuba               |                                            |
| 7  | Trinidad và Tobago |                                            |
| 8  | México             |                                            |

## Vòng loại Thế vận hội khu vực châu Phi 2023

### Các đội vượt qua vòng loại
Vòng loại nữ Thế vận hội khu vực châu Phi 2023

### Vòng sơ loại

#### Bảng A
Vòng loại nữ Thế vận hội khu vực châu Phi 2023

#### Bảng B
Vòng loại nữ Thế vận hội khu vực châu Phi 2023

### Vòng tranh huy chương
Vòng loại nữ Thế vận hội khu vực châu Phi 2023

### Bảng xếp hạng cuối cùng
Vòng loại nữ Thế vận hội khu vực châu Phi 2023

## Vòng loại Thế vận hội Khúc côn cầu FIH

### Các đội vượt qua vòng loại
| Giải đấu vòng loại                 | Ngày                              | Chủ nhà         | Số đội vượt qua | Đội tuyển vượt qua vòng loại                    |
| ---------------------------------- | --------------------------------- | --------------- | --------------- | ----------------------------------------------- |
| Giải vô địch EuroHockey II 2023    | 30 tháng 7 – 5 tháng 8 năm 2023   | Prague          | 2               | Cộng hòa Séc · Ukraina                          |
| Cúp châu Đại Dương 2023            | 10–13 tháng 8 năm 2023            | Whangārei       | 1               | New Zealand                                     |
| Giải vô địch EuroHockey 2023       | 18–26 tháng 8 năm 2023            | Mönchengladbach | 6               | Bỉ · Đức · Anh Quốc · Ireland · Tây Ban Nha · Ý |
| Đại hội Thể thao châu Á 2022       | 25 tháng 9 − 7 tháng 10 năm 2023  | Hàng Châu       | 4               | Hàn Quốc · Ấn Độ · Nhật Bản · Malaysia          |
| Đại hội Thể thao Liên châu Mỹ 2023 | 26 tháng 10 – 4 tháng 11 năm 2023 | Santiago        | 3               | Hoa Kỳ · Chile · Canada                         |
| Tổng cộng                          | Tổng cộng                         | Tổng cộng       | 16              |                                                 |